# Pametna mobilnost
Pametna mobilnost zajema različne načine transporta in infrastrukturo, ki so med seboj povezani. Pametna mobilnost je osrednjega pomena v pametnih mestih in je ključni dejavnik uspešnega trajnostnega razvoja mest. Med načine prevoza štejemo avtomobile, kolesa, skiroje, vlake, avtobuse, podzemno železnico ... Med infrastrukturo pa štejemo spletne in mobilne aplikacije, parkirišča, zgradbe, prometne znake ... 
Pametna mobilnost je primer interneta stvari (IoT), torej prevoznih sredstev, ki komunicirajo med seboj in z infrastrukturo. Cilj pametne mobilnosti je zmanjšanje števila prometnih nesreč, pohitritev voženj, povečanje pretočnosti prometa oziroma zmanjšanje motenj v prometu, več alternativnih načinov transporta, zmanjšanje zastojev, znižanje emisij toplogrednih plinov itd.
Rešitve pametne mobilnosti omogočajo nižji ogljični odtis in elektrifikacijo prometa, uporabo velikih količin podatkov in interneta stvari, uporabo avtonomnih avtomobilov in avtomatizacijo mestnega prometa ter da se ljudje spravijo na ulice da pešačijo, kolesarijo ipd..
Bistvo ideje o pametni mobilnosti je opustitev uporabe vozil na notranje zgorevanje in uporabo cenovno ugodnih in trajnostno naravnananih alternativnih načinov prevoza ter uporabo pametnih prevoznih sistemov z namenom povečanja učinkovitosti prometa ter seveda manjšega onesnaževanja. Primer pametne mobilnosti je mesto, ki zbira podatke o prometu v realnem času in jih ponuja potnikom, da lahko ti organizirajo svoje poti tako, da se izognejo zastojem.
Primer takšne storitve so Google Zemljevidi, v katerih lahko uporabniki na sloju »Promet« spremljajo pretočnost prometa v realnem času. Ta deluje tako, da podatke v realnem času pridobiva od voznikov, ki imajo v svojih pametnih telefonih vključene mobilne podatke, lokacijo in aplikacijo Google Zemljevidi.